# 英雄と悪漢 (曲)
「英雄と悪漢」（えいゆうとあっかん、Heroes and Villains）は、アメリカ合衆国のロックバンド、ザ・ビーチ・ボーイズが1967年に発表した楽曲。

## 概要
ブライアン・ウィルソンとヴァン・ダイク・パークスが最初に共作した作品である。フィル・スペクターがプロデュースしたアイク&ティナ・ターナーの「River Deep – Mountain High」および1910年代に書かれた楽曲「The Bells of St. Mary's」から着想を得て書かれた。1967年7月にシングルA面として発表された。グループが設立した新レーベル「ブラザー・レコード（Brother Records）」が最初にリリースしたシングルである（配給は従来どおりキャピトル・レコードが行った）。同年9月発表のアルバム『スマイリー・スマイル』に収録された。
もともとはお蔵入りとなったアルバム『スマイル』用として作られた曲である。いくつかの曲の断片をつなぎ合わせて作られている。リード・ボーカルはブライアン・ウィルソン。
1967年8月26日から9月2日にかけてビルボード・Hot 100で2週連続12位を記録した。全英シングルチャートでは8位を記録した。
1973年の『ビーチ・ボーイズ・イン・コンサート』に収録されたライブ・バージョンはアル・ジャーディンがリード・ボーカルを担当した。